# Zoma zoma
Zoma zoma és una espècie d'aranyes araneomorfes de la família dels teridiosomàtids (Theridiosomatidae). Fou descrit per primera vegada per M.I. Saaristo el 1996.
Aquesta espècie és endèmica de Silueta, a les illes Seychelles. Està amenaçada per la degradació del seu hàbitat natural, a partir de l'expansió de plantes invasores, com el canyeller (Cinnamomum verum).